# Форт Ройенталь
Форт Ройенталь — швейцарская крепость XX века, располагающаяся в кантоне Аргау недалеко от швейцаро-германской границы.

## Описание
Строительство было начато в 1937 году и закончено 1939 году. Рейн, огибая Фулль-Ройенталь, протекает в прямой видимости форта; укрепление было предназначено для предотвращения пересечения Рейна в направлении гидроэлектростанции в Догерне. Крепость являлась частью укреплений пограничной линии Швейцарии, возведённых в 30-х годах прошлого века в Альпах, и была оснащена двумя 75-миллиметровыми орудиями и двумя пулемётами. Форт использовал камуфляж и доминоподобные надстройки над некоторыми позициями.

## В настоящее время
Как военная постройка был деактивирован в 1988 году, с 1989 года является общественным музеем. Форт Ройенталь находится под руководством Швейцарского военного музея, чья экспозиция расположена примерно в 900 метрах в сторону лейбштадтской атомной электростанции.